# (16222) Donnanderson
(16222) Donnanderson (2000 DK55) – planetoida z grupy pasa głównego asteroid okrążająca Słońce w ciągu 3,29 lat w średniej odległości 2,21 j.a. Odkryta 29 lutego 2000 roku.